# Pinggirpapas
Pinggirpapas (Pinggir Papas) is een plaats en bestuurslaag op het 4de niveau (kelurahan/desa) in het onderdistrict (kecamatan) Kalianget van het regentschap Sumenep van de provincie Oost-Java, Indonesië. Pinggirpapas telt 4.784 inwoners (volkstelling 2010).